# Генинг (герб)
Генинг (пол. Hening) — польский дворянский герб.

## Описание
В щите наполовину разделённом, в правой части пополам пересечённой, в верхнем красном поле панцирь, несколько влево обороченный, а в нижнем, золотом, три гвоздя шляпками вправо обращённые, концами же соединённые вместе; в левой части три серебряные реки в голубом поле.
В навершии шлема, дворянскою короною прикрытого, две трубы в половину золотые и голубые накрест; между них подобный как в щите панцирь. Герб Генинг Михелиса внесён в Часть 2 Гербовника дворянских родов Царства Польского, стр. 214.

## Герб используют
Вышеозначенный герб вместе с потомственным дворянством ВСЕМИЛОСТИВЕЙШЕ пожалован Старшему Смотрителю Варшавского военного госпиталя Коллежскому Советнику Иерониму Фридрихову сыну Михелису, на основании статьи 2-й пункта 2-го и статьи 6-й пункта 2-го Положения о дворянстве 1836 года, грамотою ГОСУДАРЯ ИМПЕРАТОРА И ЦАРЯ НИКОЛАЯ I, 1847 года Августа 19 (31) дня.